# یاهو! میل
یاهو! میل (که در انگلیسی گاهی به اختصار Y! Mail هم گفته می‌شود) سرویسی رایگان برای پست الکترونیکی است که توسط شرکت یاهو فراهم شده‌است. این سرویس در سال ۱۹۹۷ افتتاح شد و هم‌اکنون و تا سال ۲۰۰۹، به بیش از ۲۸۰ میلیون کاربر خدمات‌رسانی می‌کند. در حال حاضر یاهو میل با اختلاف اندکی نسبت به سرویس رقیب خود، ویندوز لایو هات‌میل، گسترده‌ترین سرویس ارائه‌دهندهٔ خدمات پست الکترونیکی مبتنی بر وب می‌باشد. البته در بیشتر کشورها Gmail محبوبیت بسیاری دارد.
در حال حاضر، یاهو دو نسخهٔ متفاوت از یاهو میل ارائه می‌کند؛ نوعی مشابه آوتلوک مبتنی بر آژاکس که توسط گروه زیمبرا وابسته به یاهو، در سال ۲۰۰۷ معرفی شد، و نوعی دیگر که همان شکل کلاسیک و سنتی یاهو میل است که از سال ۱۹۹۷ تا ۲۰۰۶ به عنوان نوع اصلی مطرح بود. در اوایل سال ۲۰۰۸، یاهو شروع به در اختیار قرار دادن سرویس صندوق پستی با ظرفیت نامحدود کرد، سرویس جدیدی که حتی برای کاربرانی که بدون پرداخت هزینه از یاهو میل استفاده می‌کردند فراهم بود و تلاشی برای حفظ بازار تبلیغاتی در میان سرویس‌های ارائه‌دهندهٔ رایگان پست الکترونیکی محسوب می‌شد.
در ۲۷ ژوئن ۲۰۰۷، یاهو مسنجر، دیگر سرویس شرکت یاهو، در یاهو میل بتا قرار داده شد. این بدین معناست که سرویس چت و پست الکترونیکی هر دو در یک مکان فراهم آورده شده، به طوری‌که این امکان به کاربر داده می‌شود که در فضای یاهو میل، به دوستان خود که آنلاین هستند متصل شود، و امکان تغییر وضعیت بین پست الکترونیکی و چت بدون نیاز به دانلود یا نصب برنامه‌ای خاص فراهم شود. این قابلیت جدید هم‌اکنون در سرویس یاهو میل کلاسیک نیز موجود است.